# John Condit

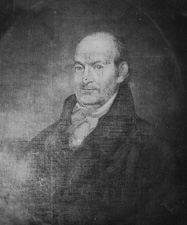
John Condit

John Condit (* 8. Juli 1755 in Orange, Province of New Jersey; † 4. Mai 1834 ebenda) war ein US-amerikanischer Politiker, der den Bundesstaat New Jersey in beiden Kammern des Kongresses vertrat.

## Leben

### Werdegang
John Condit studierte nach seiner Pflichtschulausbildung Medizin und diente danach als Chirurg im Amerikanischen Unabhängigkeitskrieg. 1785 zählte er zu den Gründungsmitgliedern der Orange Academy.

### Politische Karriere
Seine politische Karriere begann im Jahr 1788, als er in die New Jersey General Assembly gewählt wurde, der er für ein Jahr bis 1799 angehörte. Condit wurde Mitglied der Demokratisch-Republikanischen Partei. Im Frühjahr 1799 kandidierte er erfolgreich für einen Sitz im Repräsentantenhaus der Vereinigten Staaten, wurde in Folge einmal wiedergewählt und amtierte vom 4. März 1799 bis 3. März 1803.
Nachdem Aaron Ogden als US-Senator seinen Rücktritt eingereicht hatte, wurde Condit im Herbst 1803 zu dessen Nachfolger gewählt. Condit, der erste Democratic Republican, der in der Klasse 1 dieses Amt bekleidete, trat sein neues Mandat am 1. September 1803 an. Da eine erneute Kandidatur im Frühjahr 1809 erfolglos blieb, schied er vorerst am 3. März 1809 aus dem Kongress aus. Doch als Senator Aaron Kitchell nur neun Tage später, am 12. März 1809, seinen Rücktritt bekannt gab, griffen die verantwortlichen Stellen auf Condit zurück, der nach rund drei Wochen Abwesenheit am 21. März 1809 wieder einen Sitz im Senat bekleidete. Condit amtierte sieben Jahre lang und schied am 3. März 1817 aus. Im Frühjahr 1819 gab Condit erneut seine Kandidatur für einen Sitz im US-Repräsentantenhaus bekannt und wurde erfolgreich gewählt. Allerdings dauerte seine Amtszeit nur acht Monate vom 4. März bis zum 4. November 1819.

### Spätes Leben
Seinen Rücktritt rechtfertigte er damit, dass er künftig als Zolleinnehmer im New Yorker Hafen arbeiten werde. Dieses letzte Amt, welches Condit übernahm, bekleidete dieser von 1819 bis 1830. Er starb vier Jahre später, im Alter von 78 Jahren.

### Privatleben
Condit war zweimal verheiratet. Um 1776 heiratete er im Alter von 21 Jahren die erst 16-jährige Abigail Halsey. Die beiden bekamen vier gemeinsame Kinder, drei Söhne und eine Tochter. Doch Abigail Halsey starb bereits im Oktober 1784 im Alter von erst 24 Jahren.
Nur ein Jahr später, 1785, heiratete Condit die 21 Jahre alte Rhoda Halsey, die jüngere Schwester seiner verstorbenen Ehefrau. Mit ihr bekam er drei weitere Kinder, zwei Söhne und eine Tochter, von denen jedoch nur zwei das Erwachsenenalter erreichten. Mit Rhoda Halsey war Condit bis zu seinem Tod verheiratet; seine Ehefrau überlebte ihn nur um vier Monate.
John Condits Sohn Silas (1778–1861) saß von 1831 bis 1833 ebenfalls für New Jersey im US-Repräsentantenhaus.